# Lamu (Kenia)
La antigua ciudad de Lamu, en Kenia, 200 km al norte de Mombasa, es la más antigua y mejor conservada ciudad suajili del África oriental, manteniendo sus funciones tradicionales. Construida en piedra de coral y madera de mangle, la población se caracteriza por la simplicidad de sus formas estruturales, enriquecida con patios interiores, barandillas y puertas de madera artísticamente talladas. Lamu es aún el centro de los principales festivales religiosos musulmanes desde el siglo XIX y se volvió en un importante centro de estudio de las culturas islámica y swahili.

## Cultura
La estructura urbana de Lamu demuestra claramente las influencias que se unieron a lo largo de los siglos, a partir de Europa, Arabia e India, usando las técnicas tradicionales suajili para producir una cultura distinta. El crecimiento y decadencia de los puertos de la costa oriental de África es la interacción entre los bantues, árabes, persas, indios y europeos representa una fase importante, tanto desde el punto de vista cultural como económico en la historia de la región, con su expresión más elevada en la antigua Lamu.